# ГЕС Tǎlēidésàyī
ГЕС Tǎlēidésàyī (塔勒德萨依水电站) — гідроелектростанція на північному заході Китаю в провінції Сіньцзян. Знаходячись між ГЕС Sàlǐkètè (вище по течії) та ГЕС Jílíntái I, входить до складу каскаду на річці Каш, правій притоці Ілі (басейн безсточного озера Балхаш). 
В межах проекту долину річку перекрили комбінованою греблею висотою 14 метрів та довжиною 540 метрів, яка складається із бічних насипних ділянок та зведеної безпосередньо  у руслі невеликої бетонної водопропускної споруди.  
Від греблі по правобережжю прокладена дериваційна траса довжиною 7,4 км, котра включає ділянки каналів та розташований поміж ними тунель довжиною біля 1,4 км. 
Наземний машинний зал обладнали чотирма турбінами – двома потужністю по 30 МВт та двома з показниками по 10 МВт.